# Antheua orientalis
Antheua orientalis är en fjärilsart som beskrevs av Embrik Strand 1912. Antheua orientalis ingår i släktet Antheua och familjen tandspinnare. Inga underarter finns listade i Catalogue of Life.